# 虬江
虬江是中華人民共和國上海市楊浦區的一條河流，也是一條斷頭河，西起国定路，向東流入黄浦江，全长7公里。虬江最早是吴淞江的一部分，西起白鹤江與吴淞江交界處，东至浦東高桥镇附近流入长江。由于吴淞江河道淤塞，北宋后曾多次治理（一說虬江於元朝泰定元年即1324年開鑿），另开吳淞江新河道，殘留的吳淞江旧河道称為旧江，而「旧」、「虬」在上海話中發音相同，所以旧江又名虬江。後虬江又經過整治和填埋，仅殘留数段互不相連的西、中、东三段河道。1981年，西段改名為西虬江，中段改称为外走马塘，东段名稱不變。